# Anarta gredosi
Anarta gredosi is een vlinder uit de familie uilen (Noctuidae). De wetenschappelijke naam is voor het eerst geldig gepubliceerd in 1977 door de Laever.
De soort komt voor in Europa.